# (73941) 1997 SN11
(73941) 1997 SN11 – planetoida z pasa głównego asteroid okrążająca Słońce w ciągu 5,44 lat w średniej odległości 3,09 j.a. Odkryta 27 września 1997 roku.